# Karl-Heinz Schmidt (Fälscher)
Karl-Heinz Schmidt  (* 5. Oktober 1924 in Freiburg) ist ein deutscher Augenarzt, Erfinder und Geldfälscher.
Der deutsche Augenarzt Dr. med. Karl-Heinz Schmidt war nebenberuflich als Erfinder tätig. So entwickelte er den „Schmidt-Hammer“, einen Rückprallhammer, der u. a. zur Betonprüfung eingesetzt werden konnte.
Er und seine Schwester Ilona Eva Hausmann wurden in den späten 1950er Jahren v. a. durch die Nachprägung von Reichsgoldmünzen bekannt. Sie stellten in Bonn mit Hilfe einer Elektroerosionsmaschine im großen Stil Nachbildungen professionell her und vertrieben diese als Reichsgoldprägungen, was zur damaligen Zeit (1959 bis 1962) durchaus noch als legal angesehen wurde. Die beiden wurden jedoch schließlich auf Betreiben von Banken 1963 durch ein Urteil des Amtsgerichts Bonn wegen Betruges zu je sechs Monaten Haft auf Bewährung sowie Zahlung einer Geldstrafe von 12.000 DM verurteilt.
Bis dahin hatten sie aber schon so viele Reichsgoldfälschungen in Umlauf gebracht, dass über viele Jahre sogar Banken diese als Anlagegoldmünzen am Schalter verkauften. Die Gesamtzahl aller „Schmidt-Hausmann-Fälschungen“ wird auf weit mehr als einhunderttausend Exemplare geschätzt. Die Firma I. Hausmann & Co KG stellte noch jahrelang weiter Münzen her und verkaufte diese nun als Nachprägungen. Am 1. Januar 1975 traten in der Bundesrepublik Deutschland eine neue Medaillenverordnung und ein überarbeitetes Münzgesetz in Kraft, welche sämtliche Münzen, die seit 1850 geprägt worden waren, vor Nachprägung schützte.